# Universidad de Toamasina
La Universidad de Toamasina (en francés: Université de Toamasina, también llamada Université de Tamatave o «Universidad de Tamatave») es una universidad pública en el país africano de Madagascar, específicamente en la ciudad de Toamasina. La escuela era antes parte del sistema de la Universidad de Madagascar, junto con las universidades públicas en Antananarivo, Antsiranana, Mahajanga, Toliara y Fianarantsoa. En 1988 el sistema fue reorganizado y las escuelas miembros se convirtieron en instituciones separadas.